# Targa Florio 1970

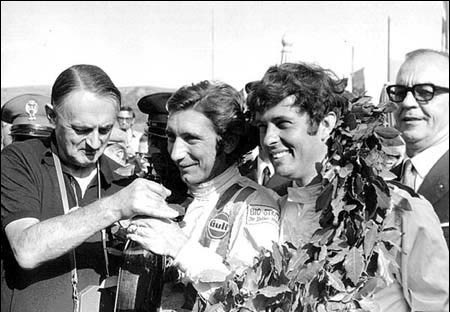
John Wyer (links) mit den beiden Rennsiegern Jo Siffert und Brian Redman (rechts)

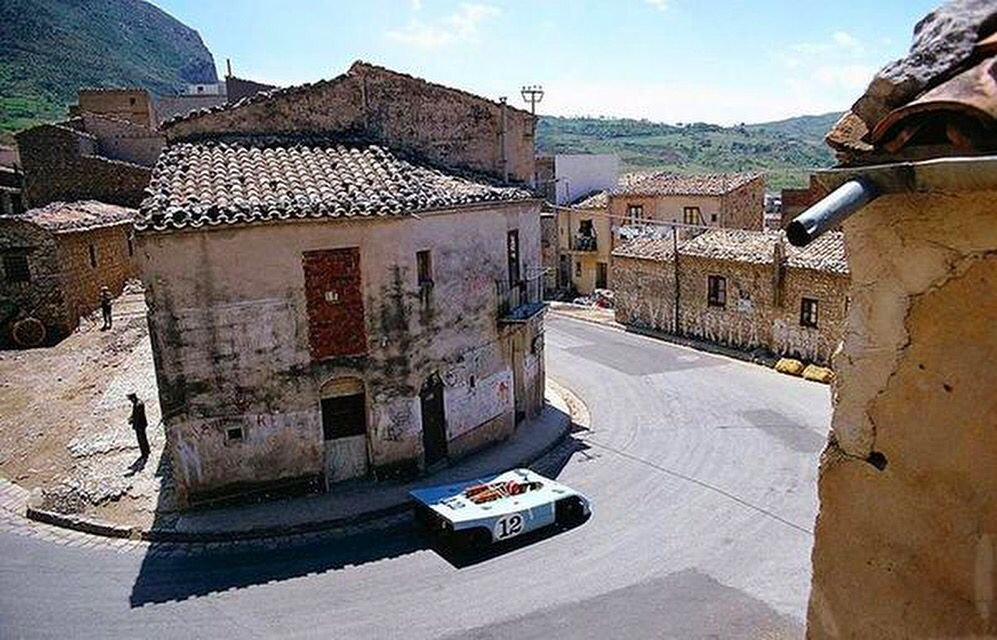
Porsche 908/03: Der Siegerwagen in Collesano

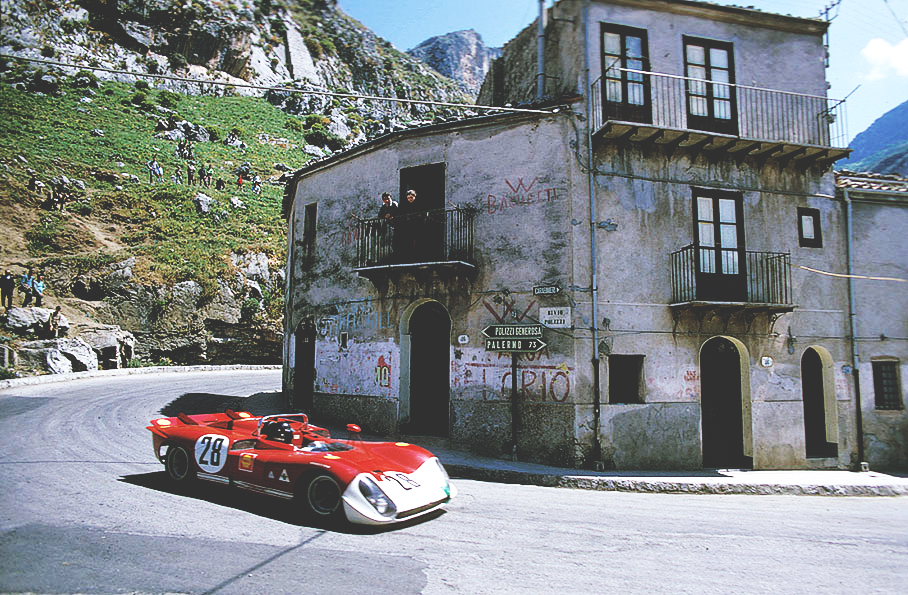
Andrea de Adamich im Alfa Romeo T33/3 in Collesano

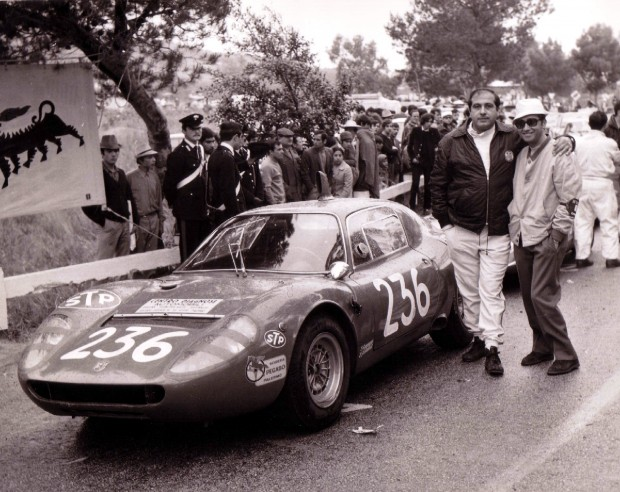
Der Abarth 1300 OT von Francesco Troia und Guido Garufi vor dem Start

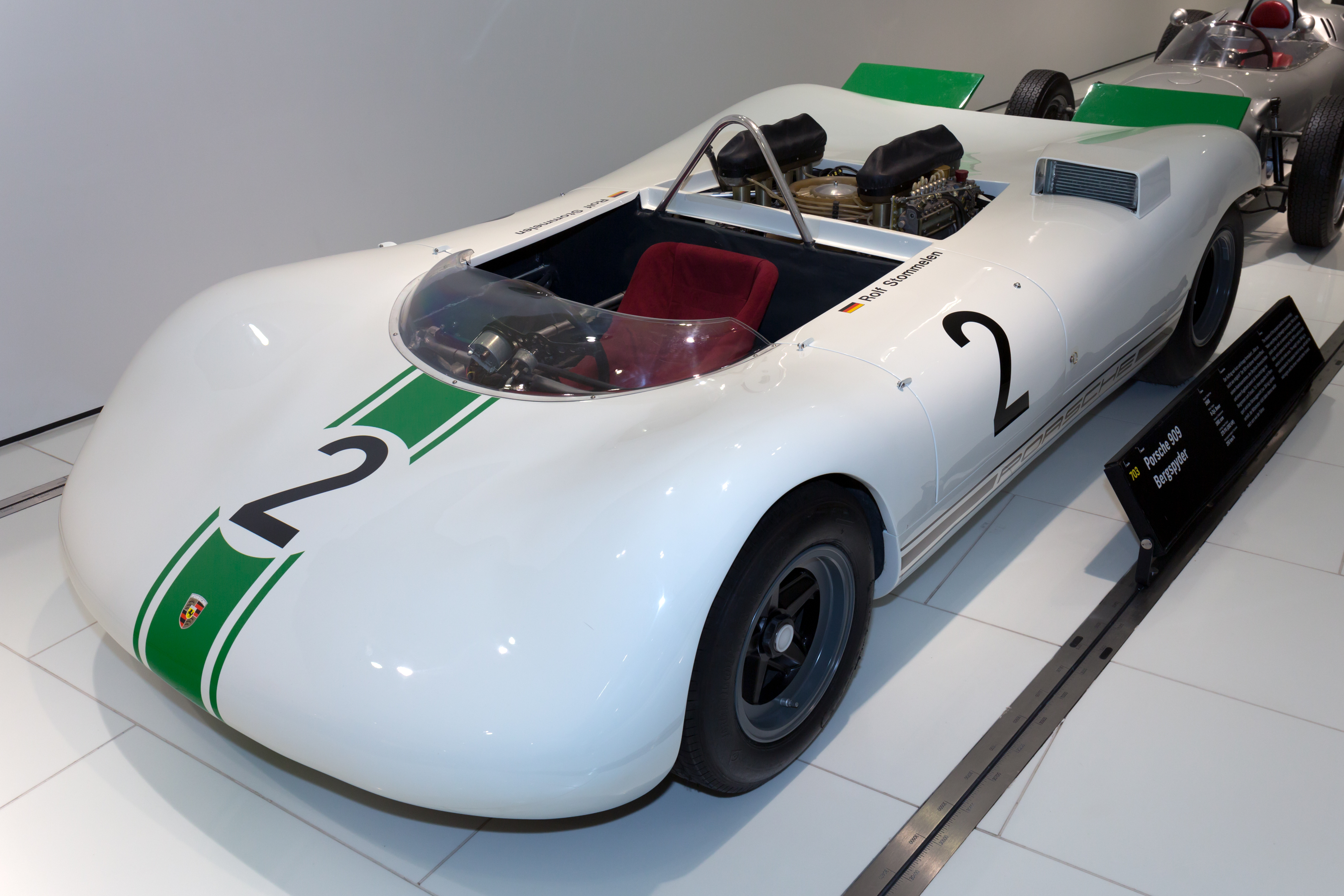
Porsche 909 Bergspyder, die Basis für den Porsche 908/03

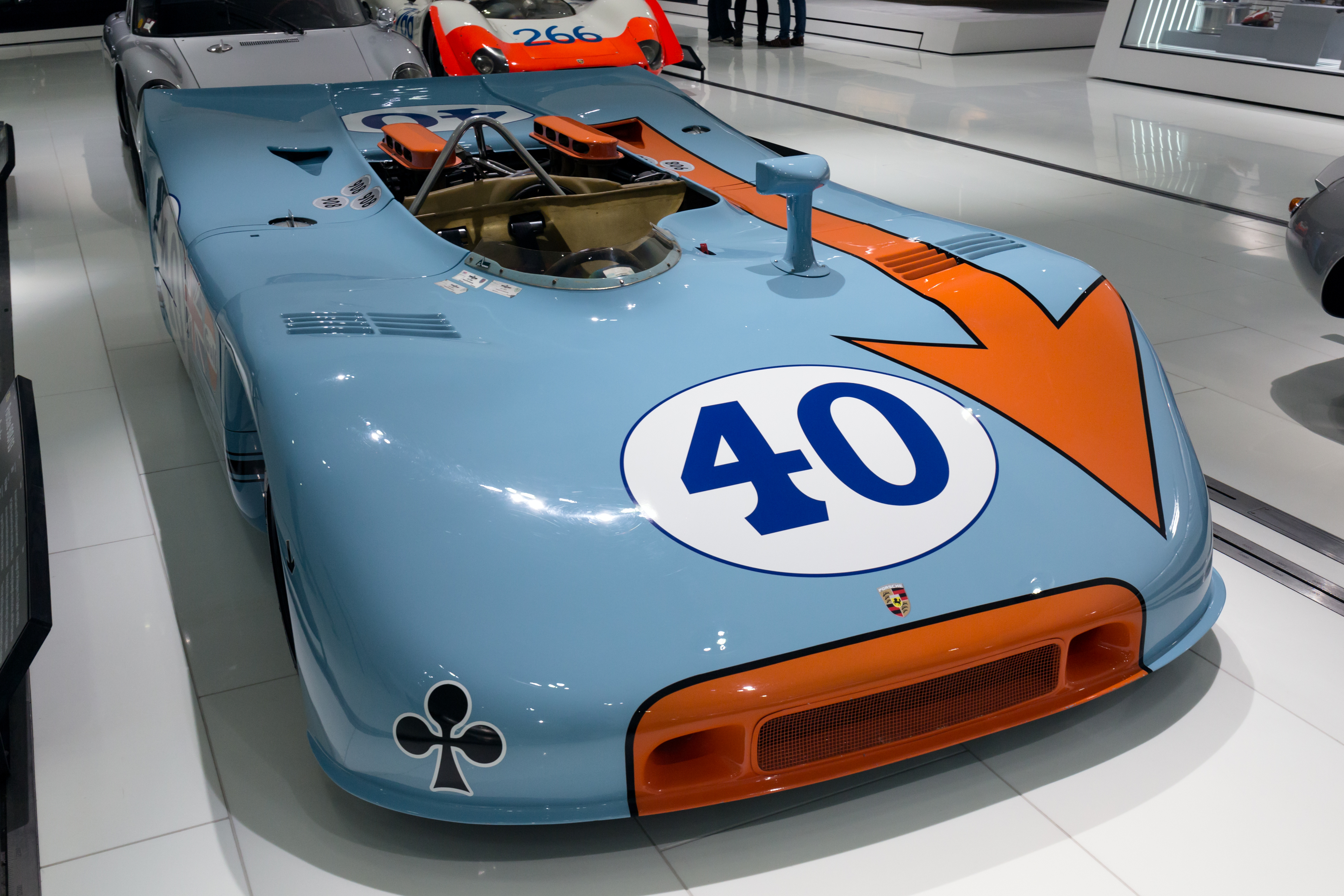
Porsche 908/03 mit der Startnummer 40; Einsatzwagen von Leo Kinnunen und Pedro Rodríguez

Die 54. Targa Florio, auch Targa Florio, Piccolo Circuito delle Madonie, Sicilia, auf Sizilien fand am 3. Mai 1970 statt und war der fünfte Wertungslauf der Sportwagen-Weltmeisterschaft dieses Jahres.

## Vor dem Rennen
Mit der Ausnahme 1965, als Nino Vaccarella und Lorenzo Bandini auf einem Ferrari 275P2 die Gesamtwertung der Targa Florio für die Scuderia Ferrari gewannen, waren seit 1963 immer Porsche-Sportwagen die Siegerfahrzeuge. Der Weltmeisterschaftslauf des Vorjahres endete mit dem Erfolg von Gerhard Mitter und Udo Schütz im Werks-Porsche 908/02.
Die Vorbereitung auf das Rennen begann bei Porsche bereits im Frühjahr 1970. Die Porsche-Renneinsätze dieses Jahres wurden vor allem von der britischen Rennmannschaft John Wyers und der österreichischen Porsche Holding durchgeführt. Beide Teams setzten Porsche 917 in der Weltmeisterschaft an. Der 72 Kilometer lange kurvenreiche Piccolo circuito delle Madonie war jedoch nicht das perfekte Terrain für den 12-Zylinder-Mittelmotor-Rennwagen. Vom Start in Cerda weg führte die Strecke bis nach Caltavuturo beinahe nur bergauf und danach bergab nach Campofelice di Roccella. Einzig auf der langen Geraden an der Küste entlang wäre die Motorleistung des 917 zu nutzen gewesen. In der Rennabteilung von Porsche reifte die Idee nach einem Targa Florio Spezial und bei der Suche nach dem geeigneten Fahrgestell wurde man rasch fündig. Der Porsche 909 Bergspyder wurde 1968 neben dem 910 Bergspyder in der Europa-Bergmeisterschaft eingesetzt. Mit 430 kg Leergewicht war der Sypder extrem leicht, hatte jedoch nur einen 2-Liter-Achtzylinder-Motor der 275 PS (202 kW) leistete. In Zuffenhausen war nur ein 909-Fahrgestell vollständig vorhanden, das im März zu Testzwecken nach Sizilien gebracht wurde. Wesentliche Aufgabe für die Porsche-Techniker war nunmehr den 3-Liter-Achtzylindermotor aus dem Porsche 908 in den 909 Bergsypder einzubauen und dabei die Leichtbautechnik zu nutzen. In kurzer Zeit wurden vier neue Fahrgestelle aufgebaut, die die Bezeichnung Porsche 908/03 erhielten. Drei Fahrzeuge erhielt das Team von John Wyer; zwei gingen an die Standardteams Jo Siffert/Brian Redman und Pedro Rodríguez/Leo Kinnunen. Den dritten Wyer-908/03 fuhren Richard Attwood und der schwedische Rallyepilot Björn Waldegård. Das vierte Fahrgestell erhielt Porsche Salzburg und wurde von Vic Elford und Hans Herrmann gefahren.
Die Scuderia Ferrari hatte kein dem 908/03 adäquates Rennfahrzeug und brachte daher nur einen 5-Liter-Ferrari 512S nach Sizilien, der Nino Vaccarella und Ignazio Giunti anvertraut wurde. Einen weiteren 512S meldete die Scuderia Filipinetti für Herbert Müller und Mike Parkes. 
Die größte Gegnerschaft erwuchs den Porsche-Spydern aus den Werkswagen von Alfa Romeo und Abarth. Carlo Chiti meldete für Autodelta, die Rennabteilung von Alfa Romeo, drei Tipo 33/3. Wie die 908/03 hatten die T33/3 einen 3-Liter-Achtzylindermotor, waren aber weitaus schwerer. Gefahren wurden die Wagen von Piers Courage, Andrea de Adamich, Masten Gregory, Toine Hezemans, Nanni Galli und Targa-Florio-Veteran Umberto Maglioli. Maglioli hatte 1948, 22 Jahre davor, bei der Targa debütiert. Er war Partner von Giovanni Bracco in einem Lancia Aprilia und beendete das Rennen als Gesamtachter. Dreimal hatte er das Rennen bisher gewonnen, 1953 alleinfahrend auf einem Lancia D20, 1956 gemeinsam mit Fritz Huschke von Hanstein auf einem Porsche 550 RS 1500 und 1968 mit Vic Elford im Porsche 907. Auch Abarth hatte einen 3-Liter-Rennwagen, den 3000 SP, dessen Motor an die Leistung der  und Alfa-Romeo-Aggregate jedoch nicht herankam. Fahrer waren Johannes Ortner, Arturo Merzario, Jonathan Williams und Mario Casoni.

## Das Rennen
In der Regel begann das erste Training am Freitag vor dem Rennsonntag. 1970 fiel jedoch der 1. Mai auf den Freitag, der als Erster Mai auch in Italien ein staatlicher Feiertag ist. Daher fand das erste Training schon am Donnerstag statt. Kaum war die Strecke freigegeben, gab es schon den ersten Unfall, als Mario Casoni im Abarth nur wenige Kurven weit kam. Beim Aufprall an einer Steinmauer wurde der Wagen so schwer beschädigt, dass das Team damit nicht starten konnte. Bei Alfa Romeo hatte Hezemans einen Reifenschaden und Gregory einen Unfall, als er versuchte Vaccarella im Ferrari zu folgen. Der Ferrari 512S war bereits im Training die Attraktion der Zuschauer, die zu Zehntausenden in den Ortschaften auf den sehr lauten 12-Zylinder-Wagen warteten. Porsche Salzburg hatte einen 917 zu  Trainingszwecken mitgebracht, mit dem Vic Elford eine schnelle Runde um den Kurs fuhr und dabei die fünftschnellste Zeit erzielte. Trainingsschnellster war Jo Siffert im 908/03 mit der Startnummer 12, der eine Zeit von 34:10,000 Minuten fuhr. Schnitt 126,439 km/h.
Auch 1970 herrschte am Start Chaos. Die Originalstartzeit war 8 Uhr am Sonntagmorgen. Sie konnte nicht eingehalten werden, weil neben einigen Offiziellen Alfa-Romeo-Präsident Giuseppe Luraghi, die gesamte Lancia-Rennmannschaft und die Zeitnehmer im dichten Verkehr aus Palermo feststeckten. 400.000 Zuschauer sollen am Renntag an der Strecke gewesen sein, was die Ordner in den engen Ortsdurchfahrten vor schwierige Aufgaben stellte. Um 9:14 Uhr ging der erste Wagen ins Rennen. Das Zeitintervall beim Start betrug 10 bis 20 Sekunden, was dem Starter einen Spielraum beim Senken der Flagge gab. 
Erster auf der Straße war Herbert Müller im Filipinetti-512S; 14 Sekunden nach ihm ging Nino Vaccarella im Werks-512S ins Rennen, 14,1 Sekunden später Jo Siffert im Porsche, 15,5 Sekunden darauf folgte Toine Hezemans im ersten Alfa Romeo und danach das restliche Starterfeld. In den Morgenstunden hatte es geregnet und die Strecke war an vielen Stellen nass und rutschig. Zwei Fahrzeuge aus dem Spitzenfeld fielen den widrigen Umständen schon in der ersten Runde zum Opfer. Vic Elford überfuhr nach 12 Kilometern mit dem Porsche 908/03 einen auf der Straße liegenden Stein. Der Bruch der vorderen Radaufhängung verursachte einen schweren Unfall, bei dem der Porsche völlig zerstört wurde. Elford blieb unverletzt. Nur wenige Kurven weiter kam Umberto Maglioli mit dem Alfa Romeo auf der nassen Straße ins Schleudern und verunglückte ebenfalls. Auch er blieb unverletzt. Nach der ersten Runde führte Gérard Larrousse, der einen Werks-Porsche 908/02 fuhr, vor den beiden Wyer-908/03 von Siffert und Kinnunen. Da Pedro Rodríguez in der Nacht vor dem Rennen krank geworden war, musste Kinnunen die meiste Fahrzeit im Wagen mit der Nummer 40 erledigen. 
Im Laufe des Rennens entwickelte sich ein Dreikampf zwischen den beiden Wyer-908/03 und dem Werks-Ferrari 512S von Vaccarella und Giunti. Alfa Romeo erlebte ein Debakel, da nach Maglioli auch Courage und Gregory durch Unfälle ausschieden. Nach den ersten Fahrerwechseln führte Vaccarella vor Redman und Rodríguez, der nur zwei Runden fahrend viel Zeit auf die beiden Spitzenreiter verlor. Die Entscheidung über den Gesamtsieg wurde unter anderem durch die Boxenarbeit der Wyer-Mannschaft entschieden und nach den letzten Stopps setzte sich Siffert deutlich von Giunti im Ferrari ab. Leo Kinnunen gelang es in der Schlussphase, den Ferrari noch vom zweiten Rang zu verdrängen, indem er eine Rekordrunde nach der anderen fuhr. Den letzten Umlauf legte er in der Zeit von 33:36,000 Minuten zurück und fuhr dabei die schnellste Runde in der Geschichte der Targa Florio.

## Ergebnisse

### Schlussklassement
| 1               | P 3.0    | 12   | J. W. Automotive Engineering | Jo Siffert Brian Redman                          | Porsche 908/03                   | 11 |
| 2               | P 3.0    | 40   | J. W. Automotive Engineering | Leo Kinnunen Pedro Rodríguez                     | Porsche 908/03                   | 11 |
| 3               | S 5.0    | 6    | Spa Ferrari SEFAC            | Nino Vaccarella Ignazio Giunti                   | Ferrari 512S                     | 11 |
| 4               | P 3.0    | 18   | Racing Team AAW              | Gijs van Lennep Hans Laine                       | Porsche 908/03                   | 11 |
| 5               | P 3.0    | 36   | J. W. Automotive Engineering | Björn Waldegård Richard Attwood                  | Porsche 908/03                   | 11 |
| 6               | S 5.0    | 4    | Scuderia Filipinetti         | Herbert Müller Mike Parkes                       | Ferrari 512S                     | 10 |
| 7               | P 2.0    | 56   | Scuderia Madunina            | Jonathan Williams Giovanni Alberti               | Alfa Romeo T33/2 Spyder          | 10 |
| 8               | S 2.0    | 94   | Scuderia Brescia Corse       | Marsilio Pasotti Giambattista Guarnieri          | Abarth 2000 S                    | 10 |
| 9               | GT 1.6   | 174  | HF Squadra Corse             | Sandro Munari Claudio Maglioli                   | Lancia Fulvia HF                 | 10 |
| 10              | S 2.0    | 98   | Etna                         | Giuseppe Virgilio Luigi Taramazzo                | Abarth 2000 S                    | 10 |
| 11              | P 2.0    | 58   | Scuderia Pegaso              | Pietro Lo Piccolo Salvatore Calascibetta         | Ferrari Dino 206S Spyder         | 10 |
| 12              | P 2.0    | 60   | Antonio Nicodemi             | Antonio Nicodemi Giampiero Moretti               | Porsche 907                      | 10 |
| 13              | P 3.0    | 26   | Martini International        | Gérard Larrousse Rudi Lins                       | Porsche 908/02                   | 9  |
| 14              | GT 2.0   | 140  | Liber Marchiolo              | Liber Marchiolo Antonio Castro                   | Porsche 911                      | 9  |
| 15              | GT 2.0   | 138  | Ecurie Evergreen             | Alain de Cadenet Mike Ogier                      | Porsche 911T                     | 9  |
| 16              | P 1.0    | 262  | Nord-Oest                    | Pier Giorgio Pellegrin Renzo Ruspa               | Abarth 1000 SP                   | 9  |
| 17              | GT 2.0   | 120  | André Wicky Racing Team      | Sylvain Garant Bernard Chenevière                | Porsche 911                      | 9  |
| 18              | GT 1.6   | 190  | Jolly Club                   | Raffaele Restivo Alfonso Merendino               | Lancia Fulvia HF                 | 9  |
| 19              | P 1.0    | 260  | Scuderia Brescia Corse       | Ugo Locatelli Paolo Gargano                      | AMS SP                           | 9  |
| 20              | GT 1.3   | 278  | Romano Ramoino               | Giuseppe Gaicomini Romano Ramoino                | Alpine A110                      | 9  |
| 21              | GT 1.3   | 286  | Scuderia Brescia Corse       | Giovanni Arcovito Angelo Rizzo                   | Lancia Fulvia HF                 | 9  |
| 22              | GT 1.6   | 172  | Monzeglio                    | Gianpaolo Benedini Cesare Poretti                | Alfa Romeo GTA                   | 9  |
| 23              | GT 1.6   | 178  | Giancarlo Galimberti         | Giancarlo Galimberti Domenico Cedrati            | Lancia Fulvia HF                 | 9  |
| 24              | S 1.6    | 154  | Pasquale de Francisci        | Pasquale de Francisci Settimino Balistreri       | Alfa Romeo Giulia TZ             | 9  |
| 25              | P 1.3    | 218  | Monzeglio                    | Mario Zanetti Giorgio Pianta                     | AMS                              | 8  |
| 26              | P 1.3    | 214  | Aretusa                      | Matteo Sgarlata Giuseppe Marotta                 | Lancia Fulvia T&S                | 8  |
| 27              | S 1.6    | 152  | Nissena                      | Carmelo Guigno Salvatore Sutera                  | Alfa Romeo Giulia TZ             | 8  |
| 28              | GT + 2.0 | 82   | Patrice Sanson               | Patrice Sanson Claude Peramone                   | Porsche 911                      | 8  |
| 29              | GT 2.0   | 136  |                              | Jean Selz Pierre Greub                           | Porsche 911                      | 8  |
| 30              | S 1.6    | 162  | Nissena                      | Antonio Ferraro Giuseppe Valenza                 | Alfa Romeo Giulia Spider         | 8  |
| 31              | GT 1.3   | 274  | Jolly Club                   | Franco Lisitano Giuseppe Pirrone                 | Lancia Fulvia Sport              | 8  |
| 32              | GT 1.6   | 184  | Scuderia Pegaso              | Giulio Pucci Vincenzo Mirto Randazzo             | Alfa Romeo GTA                   | 8  |
| 33              | GT 2.0   | 142  |                              | Fiorenzo Genta Piero Monticone                   | Porsche 911                      | 8  |
| 34              | S 1.3    | 236  | Scuderia Pegaso              | Francesco Troia Guido Garufi                     | Abarth 1300 OT                   | 8  |
| 35              | P 2.0    | 64   | Scuderia Pescara             | Turillo Barbuscia Leandro Terra                  | Ferrari Dino 206S                | 8  |
| 36              | GT 2.0   | 112  | Franco Berruto               | Franco Berruto Michele Licheri                   | Porsche 911                      | 8  |
| 37              | GT 1.3   | 292  | Scuderia Pegaso              | Sergio Mantia Gaetano Lo Jacono                  | Lancia Fulvia Sport Competizione | 8  |
| 38              | S 2.0    | 96   | Etna                         | Alfio Nicolosi Angelo Bonaccorsi                 | Porsche 906                      | 8  |
| 39              | P 3.0    | 44   | John Chatham                 | John Chatham Alan Harvey                         | MGC GT                           | 8  |
| 40              | GT 1.3   | 282  | Jolly Club                   | Cristiano Rattazzi Pasquale Anastasio            | Lancia Fulvia Sport Competizione | 8  |
| 41              | P 3.0    | 28   | Autodelta SpA                | Piers Courage Andrea de Adamich                  | Alfa Romeo T33/3                 | 7  |
| 42              | S 2.0    | 90   | Scuderia Pegaso              | Ferdinando Latteri Nino Todaro                   | Porsche 906                      | 7  |
| 43              | GT 1.6   | 200  | HF Squadra Corse             | Amilcare Ballestrieri Raffaele Pinto             | Lancia Fulvia HF                 | 7  |
| 44              | GT + 2.0 | 86   | Porsche Club Romand          | Claude Haldi „Mirage“                            | Porsche 911S                     | 7  |
| 45              | P 2.0    | 62   | Edward Negus                 | Edward Negus Peter Hanson                        | Chevron B8                       | 7  |
| 46              | GT 1.3   | 294  | Sport Trid                   | Salvatore Cucinotta Domenico Patti               | Lancia Fulvia HF                 | 7  |
| 47              | GT 1.6   | 194  | Franco Sebastiani            | Stefano Sebastiani Roberto Nardini               | Lotus 47                         | 7  |
| 48              | P 1.0    | 252  | Mario Spataro                | Mario Spataro Claudio Bruschi                    | Osca S1000                       | 7  |
| 49              | GT 2.0   | 122  | Scuderia Brescia Corse       | Giuseppe Schenetti Sergio Zerbini                | Porsche 911                      | 7  |
| Disqualifiziert |          |      |                              |                                                  |                                  |    |
| 50              | P 2.0    | 52   | Etna                         | Peter von Serzawa Santo Scigliano                | Fiat 124 Spider                  | 5  |
| Ausgefallen     |          |      |                              |                                                  |                                  |    |
| 51              | S 1.6    | 160  | Silvestre Semilia            | Silvestre Semilia Giuseppe Crescenti             | Alfa Romeo Giulia Spider         | 6  |
| 52              | GT 1.6   | 186  | Luigi Rinaldi                | Luigi Rinaldi Mario Radicella                    | Alfa Romeo GTA                   | 6  |
| 53              | P 3.0    | 14   | Autodelta SpA                | Toine Hezemans Masten Gregory                    | Alfa Romeo T33/3                 | 5  |
| 54              | GT 1.6   | 188  | Etna                         | Checco D'Angelo „Jimmy“                          | Alfa Romeo GTA                   | 5  |
| 55              | GT 1.3   | 288  | V10 Kleber                   | Ferdi Bökmann Hans Böhm                          | Simca 1300                       | 5  |
| 56              | GT 2.0   | 128  |                              | Ignazio Capuano Giancarlo Barba                  | Porsche 911                      | 4  |
| 57              | GT 1.6   | 180  | Scuderia Pegaso              | Paolo de Luca Giuseppe Vassallo                  | Alfa Romeo GTA                   | 4  |
| 58              | S 1.6    | 156  | Scuderia Pegaso              | Salvatore Barraco Eugenio Renna                  | Alfa Romeo Giulia TZ             | 3  |
| 59              | S 1.6    | 158  | Etna                         | Giuseppe D'Amico Girolamo Perniciaro             | Alfa Romeo Giulia TZ             | 3  |
| 60              | GT 1.6   | 192  | Scuderia Pegaso              | Giovanni Dell'Olio Vincenzo Virgilio             | Alfa Romeo GTA                   | 3  |
| 61              | GT 1.6   | 198  | Salvatore Gagliano           | Salvatore Gagliano Alfonso di Garbo              | Alfa Romeo GTA                   | 3  |
| 62              | GT 1.6   | 204  | Gianluigi Verna              | Francesco Cosentino Gianluigi Verna              | Alfa Romeo GTA                   | 3  |
| 63              | P 1.0    | 254  | Etna                         | Francesco Patané Orazio Scaglia                  | Fiat-Abarth 1000 SP              | 3  |
| 64              | P 1.0    | 264  | Romano Martini               | Romano Martini Alessandro Federico               | ATS 1000 SP                      | 3  |
| 65              | P 3.0    | 38   | Abarth & Co                  | Arturo Merzario Johannes Ortner                  | Abarth 3000 SP                   | 2  |
| 66              | P 1.0    | 256  | Scuderia Brescia Corse       | Luigi Moreschi Silvia Strobele                   | AMS SP                           | 2  |
| 67              | P 1.0    | 266  | Cristiano Del Balzo          | Cristiano Del Balzo „Roger“                      | De Sanctis                       | 2  |
| 68              | GT 1.3   | 276  | Scuderia Pegaso              | Antonio Catalano Marco de Bartoli                | Lancia Fulvia Sport              | 2  |
| 69              | GT 2.0   | 124  | Giampaolo Baruffi            | Giancarlo Sala Giampaolo Baruffi                 | Porsche 911                      | 1  |
| 70              | GT 1.6   | 196  | Giovanni Rizzo               | Giovanni Rizzo Stefano Alongi                    | Alfa Romeo GTA                   | 1  |
| 71              | S 1.3    | 232  | Aldo Bersano                 | Aldo Bersano William Scheeren                    | Abarth 1300 S                    | 1  |
| 72              | S 1.3    | 272  | Jolly Club                   | Antonio Trenti Alberto Fasce                     | Lancia Fulvia Sport              | 1  |
| 73              | P 3.0    | 20   | Porsche Salzburg             | Vic Elford Hans Herrmann                         | Porsche 908/03                   | 1  |
| 74              | P 3.0    | 32   | Autodelta SpA                | Umberto Maglioli Nanni Galli                     | Alfa Romeo T33/3                 | 1  |
| 75              | S 2.0    | 92   | Antonio Guagliardo           | Antonio La Luce Antonio Guagliardo               | Abarth 2000 S                    | 1  |
| 76              | P 1.3    | 220  | Jack Wheeler                 | Jack Wheeler Martin Davidson                     | Jerboa SP                        | 1  |
| 77              | S 1.3    | 234  | Settecolli                   | Enzo Buzzetti Giovanni Marini                    | Abarth 1300 S                    | 1  |
| 78              | GT 1.3   | 280  | Scuderia Pegaso              | Roberto Chiaramonte Bordonaro Giuseppe Spatafora | Lancia Fulvia Sport              | 1  |
| Nicht gestartet |          |      |                              |                                                  |                                  |    |
| 79              | P 3.0    | 42   | Abarth & Co                  | Mario Casoni Jonathan Williams                   | Abarth 3000 SP                   | 1  |
| 80              | GT + 2.0 | 84   | Giancarlo Rondanini          | Giancarlo Rondanini Mario Ilotte                 | Porsche 911                      | 2  |
| 81              | P 1.3    | 222  | Daren Cars Ltd.              | Peter Richardson Jeremy Richardson               | Daren Mk.2                       | 3  |
| 82              | S 1.3    | 240  | Alfonso Bellavia             | Alfonso Bellavia Gaetano Lo Jacono               | Abarth 1300 S                    | 4  |
| 83              | GT 1.3   | 284  | Carlo Pietromarchi           | Francesco Morelli Carlo Pietromarchi             | Lancia Fulvia Sport              | 5  |
| 84              | P 3.0    | T    | Porsche Salzburg             | Hans Herrmann Vic Elford                         | Porsche 909 Bergspyder           | 6  |
| 85              | P 3.0    | T    | Porsche Salzburg             | Hans Herrmann Vic Elford                         | Porsche 908/03                   | 7  |
| 86              | P 3.0    | 2    | Porsche Salzburg             | Hans Herrmann Vic Elford                         | Porsche 917K                     | 8  |
| 87              | S 5.0    | 6T   | Spa Ferrari SEFAC            |                                                  | Ferrari 512S                     | 9  |
| 88              | P 3.0    | 14T  | Autodelta SpA                | Masten Gregory                                   | Alfa Romeo T33/3                 | 10 |
| 89              | P 3.0    | 40T  | J. W. Automotive Engineering | Leo Kinnunen Pedro Rodríguez                     | Porsche 908/03                   | 11 |
| 90              | GT 1.3   | 278T | Romano Ramoino               | Giuseppe Gaicomini Romano Ramoino                | Alpine A110                      | 12 |

1 Unfall im Training
2 nicht gestartet
3 Nockenwellenschaden im Training
4 nicht gestartet
5 nicht gestartet
6 Trainingswagen
7 Ersatzwagen
8 Trainingswagen
9 Trainingswagen
10 Trainingswagen
11 Trainingswagen
12 Trainingswagen

### Nur in der Meldeliste
Hier finden sich Teams, Fahrer und Fahrzeuge, die ursprünglich für das Rennen gemeldet waren, aber aus den unterschiedlichsten Gründen daran nicht teilnahmen. 
| Pos. | Klasse | Nr. | Team             | Fahrer                          | Chassis     |
| ---- | ------ | --- | ---------------- | ------------------------------- | ----------- |
| 91   | P 1.3  |     | Stanley Robinson | Stanley Robinson John Blanckley | Unipower GT |

### Klassensieger
| Klasse   | Fahrer                 | Fahrer                 | Fahrzeug                | Platzierung im Gesamtklassement |
| -------- | ---------------------- | ---------------------- | ----------------------- | ------------------------------- |
| P 3.0    | Jo Siffert             | Brian Redman           | Porsche 908/03          | Gesamtsieg                      |
| P 2.0    | Jonathan Williams      | Giovanni Alberti       | Alfa Romeo T33/2 Spyder | Rang 7                          |
| P 1.3    | Mario Zanetti          | Giorgio Pianta         | AMS                     | Rang 25                         |
| P 1.0    | Pier Giorgio Pellegrin | Renzo Ruspa            | Abarth 1000 SP          | Rang 16                         |
| S 5.0    | Nino Vaccarella        | Ignazio Giunti         | Ferrari 512S            | Rang 3                          |
| S 2.0    | Marsilio Pasotti       | Giambattista Guarnieri | Abarth 2000 S           | Rang 8                          |
| S 1.6    | Pasquale de Francisci  | Settimino Balistreri   | Alfa Romeo Giulia TZ    | Rang 24                         |
| S 1.3    | Francesco Troia        | Guido Garufi           | Abarth 1300 OT          | Rang 34                         |
| GT + 2.0 | Patrice Sanson         | Claude Peramone        | Porsche 911             | Rang 28                         |
| GT 1.6   | Sandro Munari          | Claudio Maglioli       | Lancia Fulvia HF        | Rang 9                          |
| GT 1.3   | Giuseppe Gaicomini     | Romano Ramoino         | Alpine A110             | Rang 20                         |

### Renndaten
- Gemeldet: 91
- Gestartet: 78
- Gewertet: 49
- Rennklassen: 12
- Zuschauer: 400.000
- Wetter am Renntag: kühl und wolkig
- Streckenlänge: 72,000 km
- Fahrzeit des Siegerteams: 6:35:30,000 Stunden
- Gesamtrunden des Siegerteams: 11
- Gesamtdistanz des Siegerteams: 792,000 km
- Siegerschnitt: 120,152 km/h
- Pole Position: Jo Siffert – Porsche 908/03 (#12) – 34:10,000 = 126,439 km/h
- Schnellste Rennrunde: Leo Kinnunen – Porsche 908/03 (#40) – 33:36,000 = 128,571 km/h
- Rennserie: 5. Lauf zur Sportwagen-Weltmeisterschaft 1970
- Rennserie: 3. Lauf zur Italienischen Sportwagen-Meisterschaft 1970